# Historiografía moderna
La Historiografía moderna es la producción historiográfica desarrollada entre el final de la Edad Media (siglo XV) y el estallido de la Revolución Francesa (1789). Se desenvuelve al calor de los grandes movimientos culturales de la Edad Moderna: El Renacimiento, la Reforma y la Contrarreforma, culminando en la Ilustración.
Las transformaciones que tienen lugar entre los siglos XIV y XV posibilitan la recuperación gradual de la práctica historiográfica grecorromana, en gran medida gracias al debilitamiento del control eclesiástico sobre el universo intelectual europeo. El fortalecimiento de los estados monárquicos frente a la fragmentación de la autoridad política medieval, la crisis bajomedieval –con sus confrontaciones sociales- y su posterior recuperación, los descubrimientos geográficos y la expansión de la economía europea con el consiguiente ascenso de nuevos grupos sociales y el desarrollo de una nueva cultura que progresivamente se desprende de la todopoderosa tutela eclesial: el Humanismo.

## El Renacimiento
Son los estudios humanistas los que "redescubren" la cultura clásica, adaptándola a sus circunstancias y generando con ello una nueva conciencia histórica. El epicentro lo encontramos en Florencia, donde, en el contexto de una economía en expansión, las crisis políticas sucesivas entre 1402 y 1527 generan una conciencia que impulsa nuevas formas de concebir la historia: el triunfo de las Repúblicas urbanas supondrá la revisión de las formas políticas de la Antigüedad como referente más inmediato. Así, ya desde Petrarca (1304-1374), según el profesor Moradiellos: "la conciencia de anacronismo, de ‘sentido de discontinuidad histórica’, de necesaria atención a las circunstancias de tiempo y lugar como magnitudes significativas, fue abriéndose paso entre los humanistas al compás de una periodización profana de la historia". 

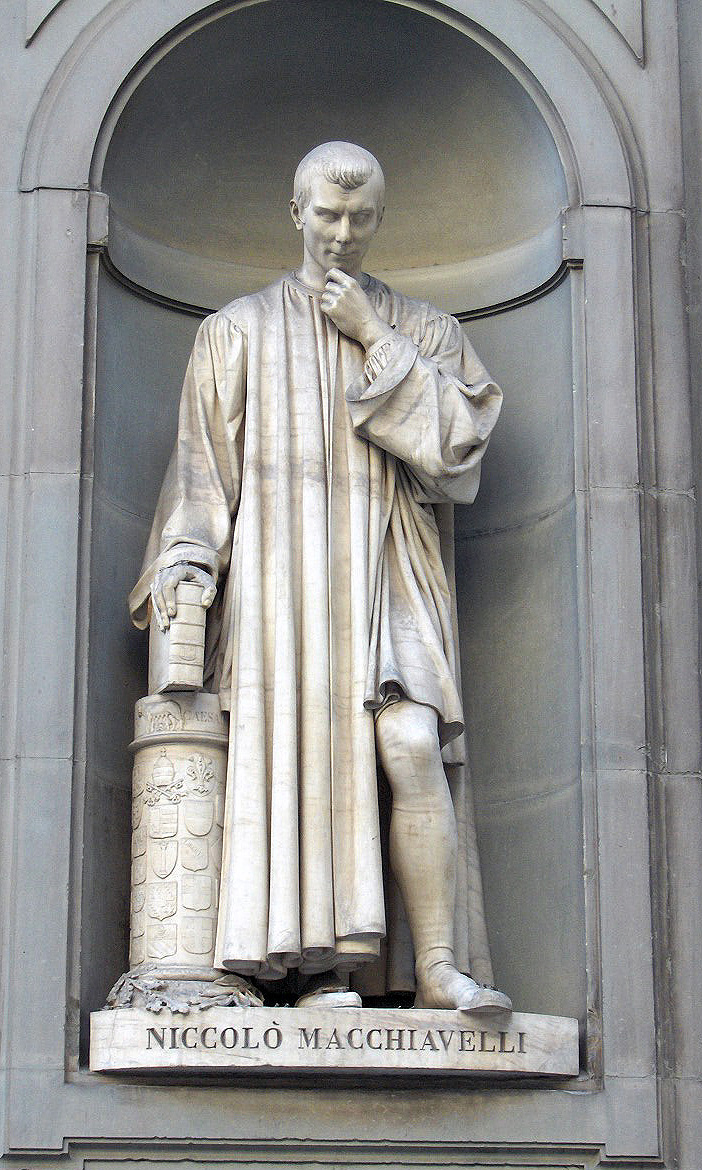
Estatua de Maquiavelo en la Galería Uffizi.

Es la reactualización del modelo clásico de relato racionalista e inmanentista bajo la nueva conciencia de perspectiva temporal y sentido de anacronismo. Destacar a Leonardo Bruni (1370-1444); a Nicolás Maquiavelo (1469-1527), defensor del uso político de la historia como herramienta de gobierno; o a Francesco Guicciardini, quien, al contrario, niega la posibilidad de interpretaciones globales del pasado y del uso de esos conocimientos para actuar en el futuro, subrayando la importancia de lo contingente. Son autores que priman la hegemonía de la política, lo militar y la diplomacia, nada extraño si tenemos en cuenta su pertenencia a la elite social.
Esta revisión de los textos clásicos impulsa el análisis filológico comparativo, germen de la historiografía científica que cristaliza en el siglo XIX: la fundamentada en la erudición crítica documental. Su primer gran éxito fue el descubrimiento del fraude papal relacionado con la Donación de Constantino por parte de Lorenzo Valla (1407-1457), quién, al servicio del rey de Nápoles, logró certificar una verdad histórica mediante la crítica documenta. La Santa Sede, para sustentar sus pretensiones de predominio político sobre los soberanos temporales, alegaba la posesión de un documento firmado por el emperador Constantino, que otorgaba plena autoridad a la Iglesia romana sobre los territorios occidentales del Imperio. El trabajo de Valla encontró múltiples anacronismos en el documento, demostrando fehacientemente su falsedad.

## Reforma y Contrarreforma
La ruptura de la Reforma va a acentuar las técnicas de estudio crítico filológico y documental, ya que las querellas religiosas harán aguzar el ingenio de sus partidarios para fundamentar sus posiciones mediante el análisis de los evangelios; y de la Iglesia en la depuración de mitos de sus textos dogmáticos. Destacan los Jesuitas en esa labor: dirigidos por Jean Bolland, a mediados del siglo XVII se embarcan en la elaboración del Acta Sanctorum, compuesto por biografías de santos basadas en exámenes críticos de las fuentes. Por su parte, el benedictino Jean Mabillon (1633-1707), en su De Re Diplomatica sistematizará las reglas para alcanzar un conocimiento sólido sobre el carácter cierto o fraudulento del material documental.
Un puesto singular ocupa, en esta línea evolutiva que enlaza el Humanismo con la Ilustración, Giambattista Vico (1668-1744), defensor de la posibilidad de transformar la historia en una ciencia social. Planteó el primer modelo con etapas históricas de desarrollo social dentro de una concepción de progreso.
Así, desde los años 1680 la erudición crítica abrió el camino para la transformación de la historia en una disciplina científica a finales del siglo XVIII.

## Ilustración
Con la Ilustración tiene lugar el maridaje entre las tradiciones historiográficas literaria y erudita, introduciendo una concepción del tiempo como vector y factor de evolución y progreso, y articulando una cronología a modo de cadena causal y evolutiva de cambios significativos e irreversibles en la esfera de la actividad humana. Concepción, a su vez, aplicada a un relato-narración racionalista, construido sobre la crítica de las reliquias materiales conservadas del pasado. 
La tesis básica de la Ilustración es que la humanidad en todas las épocas se comporta de la misma manera, siendo posible, por lo tanto, crear una Ciencia del Hombre que permita conocer las leyes que rigen su comportamiento y evitarle cometer los mismos errores. Sobre esta base se sostendrían unos principios universales y un derecho natural con los que organizar un gobierno conforme a la razón. Sus autores principales: Voltaire, Montesquieu, Rousseau, Turgot, Mably, Diderot y Condorcet
Al margen del movimiento dominante ilustrado, en el siglo XVIII otros autores –caso de Vico o Herder- defendieron tesis contrarias a aquel –"Contrailustración"-, negando la existencia de un comportamiento común a lo largo de la historia, por lo que la actitud del ser humano variaría según las características del momento. Es un precedente del historicismo decimonónico.